# Gonzalo Bayarri
Gonzalo Bayarri Esteve es un ex ciclista profesional español. Nació en Puzol (provincia de Valencia) el 30 de noviembre de 1976. Fue profesional entre 2000 y 2004 ininterrumpidamente.
Su mayor éxito como profesional fue la victoria en la Subida al Naranco de 2002. Cuajó una excelente actuación en la Vuelta al País Vasco de 2002, quedando en tercera posición en la clasificación final y siendo segundo en la quinta etapa, con final en Elgóibar.

## Palmarés
2002
- Subida al Naranco

## Equipos
- Jazztel-Costa de Almería (2000-2002)
- Phonak Hearing Systems (2003-2004)